# Sexburga de Ely
Sexburga de Ely (Inglês antigo: Sexburh; 620/630 — 6 de julho de 699) foi a esposa do rei Earcomberto de Kent e abadessa, sendo venerada como santa pela Igreja Católica.

## Biografia
Era filha do rei Ana da Ânglia Oriental. As irmãs de Sexburga foram Etelburga de Faremoutiers, Setrida, Eteldreda de Ely e, possivelmente, Vitburga de Dereham. Seu casamento com Earcomberto produziu dois filhos, ambos reis, e duas filhas. Após a morte de seu marido, em 664, Sexburga permaneceu em Kent para criar os filhos. Ela atuou como regente até que seu filho mais novo Egberto de Kent atingiu a maioridade.

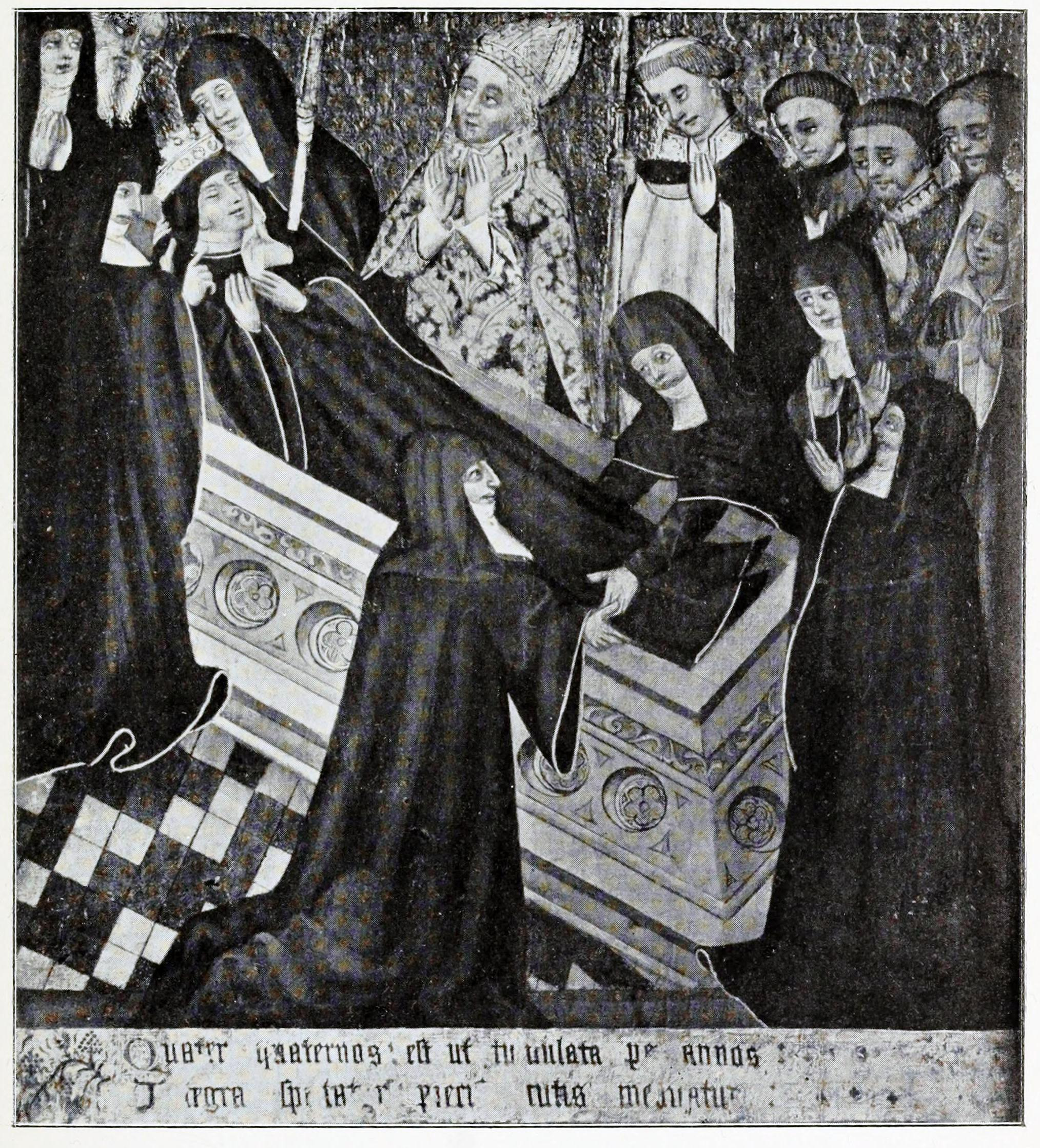
Santa Sexburga assistindo a transladação de sua irmã Santa Eteldreda

Sexburga fundou abadias em Milton-next-Sittingbourne e Minster-in-Sheppey, onde sua filha Ermenilda de Ely também atuou como freira. Ela se mudou para o mosteiro de Ely, onde sua irmã Eteldreda foi abadessa, sucedendo-a quando Eteldreda morreu em 679. De acordo com Beda, em 695 Sexburga organizou a translação dos restos de Eteldreda a um sarcófago de mármore, depois de terem permanecido por 16 anos em uma vala comum. Ao abrir o túmulo, foi descoberto que o corpo estava milagrosamente preservado. A lenda é descrito em História Eclesiástica do Povo Inglês, que celebra as virtudes santas de Eteldreda, mas fala menos bem de Sexburga, referindo-se apenas ao seu casamento, a sua sucessão como abadessa e a translação das relíquias de sua irmã. A data de morte de Sexburga de Ely não é conhecida. As versões de sobreviventes da Vita Sexburge, compiladas após 1106, descrevem sua infância, seu casamento com Earcomberto, o recolhimento da vida secular e seus últimos anos como uma freira e abadessa em Ely.
| Precedido por Ema da Austrásia | Rainha consorte de Kent 640–664 | Sucedido por ? |